# Vigenzone
Il canale Vigenzone (in veneto Vigenson) è un corso d'acqua del Veneto, che si origina dall'unione del canale di Battaglia e del canale Bisatto, prelevandone le acque attraverso la chiusa detta "Arco di Mezzo". Fa parte del bacino idrico del Bacchiglione.

## Il percorso

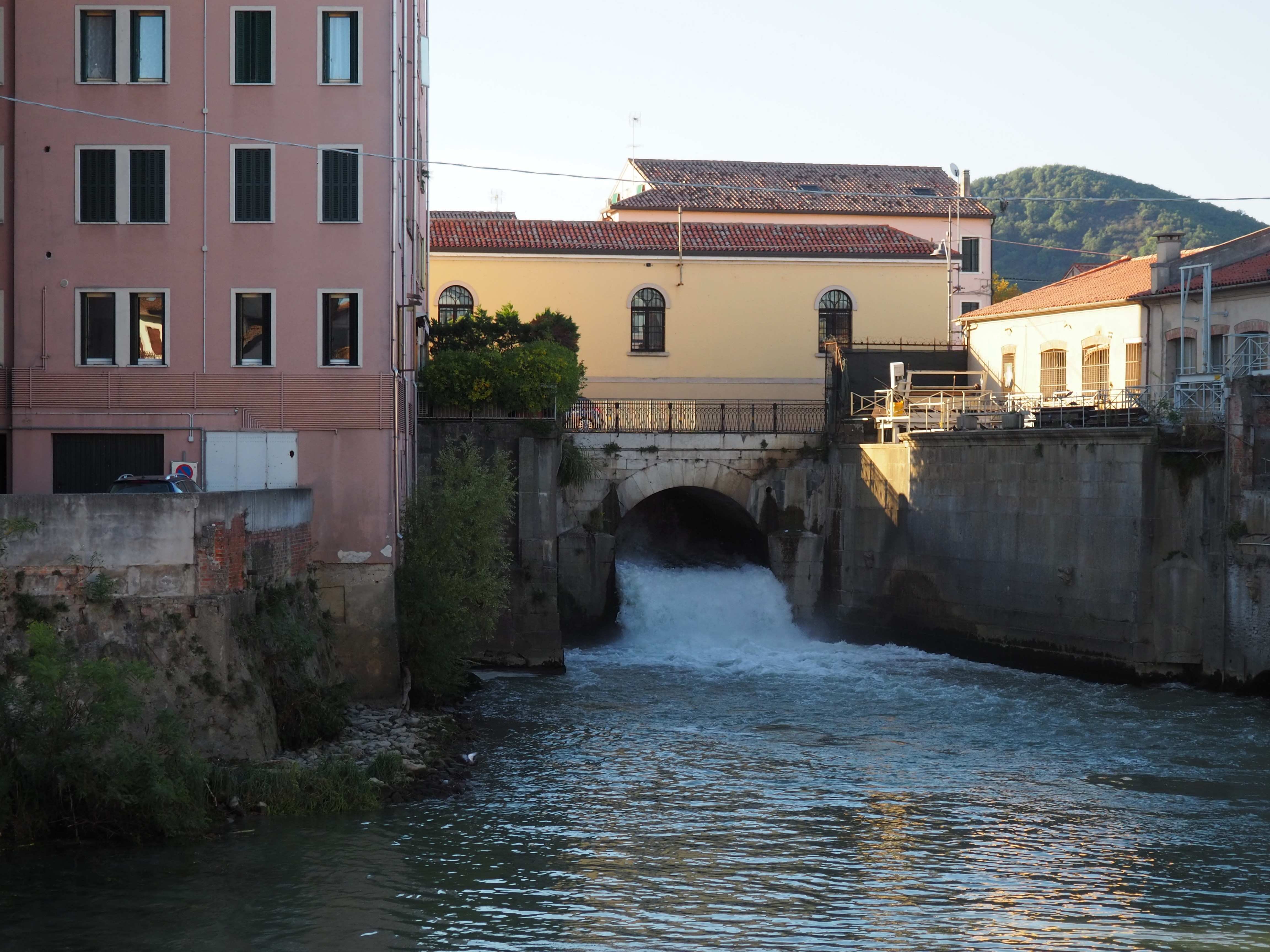
Battaglia Terme: Arco di Mezzo, inizio del brevissimo canale Sottobattaglia che poi confluisce nel Vigenzone.

Il corso inizia presso Battaglia Terme. A Cagnola, unendosi al canale della Volta, dà origine al canale di Cagnola, che sfocerà nel Bacchiglione a Bovolenta.

## Storia
Si pensa che, anticamente, il canale Vigenzone, potesse essere il letto originario del Bacchiglione, poi deviato più a nord, per portare acqua alla città di Padova.
Utilizzato sia come canale di bonifica che di navigazione permetteva ai burci di portare materiali e merci di vario genere da Battaglia Terme e dai Colli Euganei, fino alla foce del Bacchiglione e Brenta, a Brondolo e Chioggia.
La portata piuttosto scarsa costringeva a periodiche aperture della chiusa di Battaglia per consentirne la navigabilità.